# Brauerstraße 14a

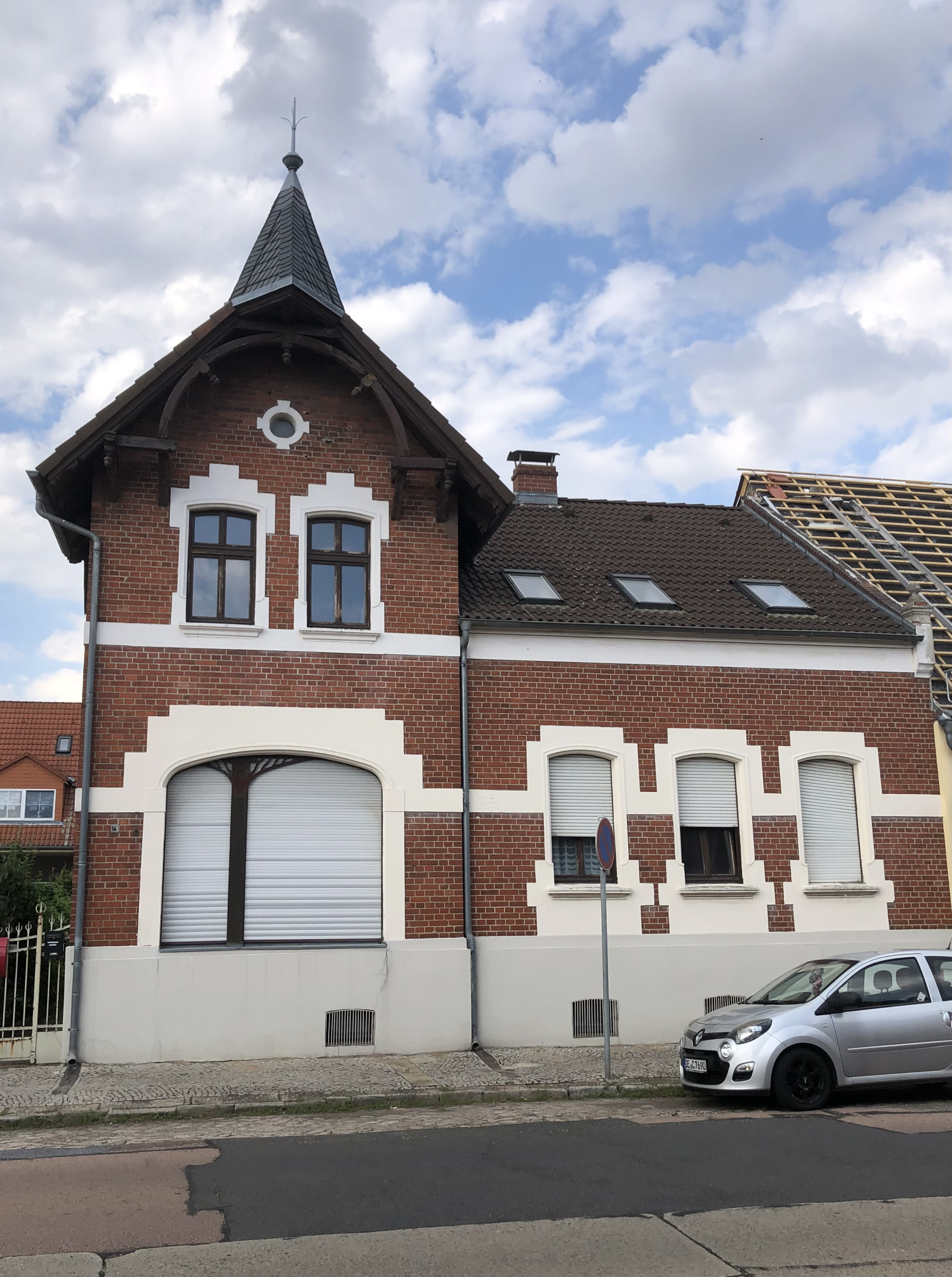
Brauerstraße 14a im Jahr 2022

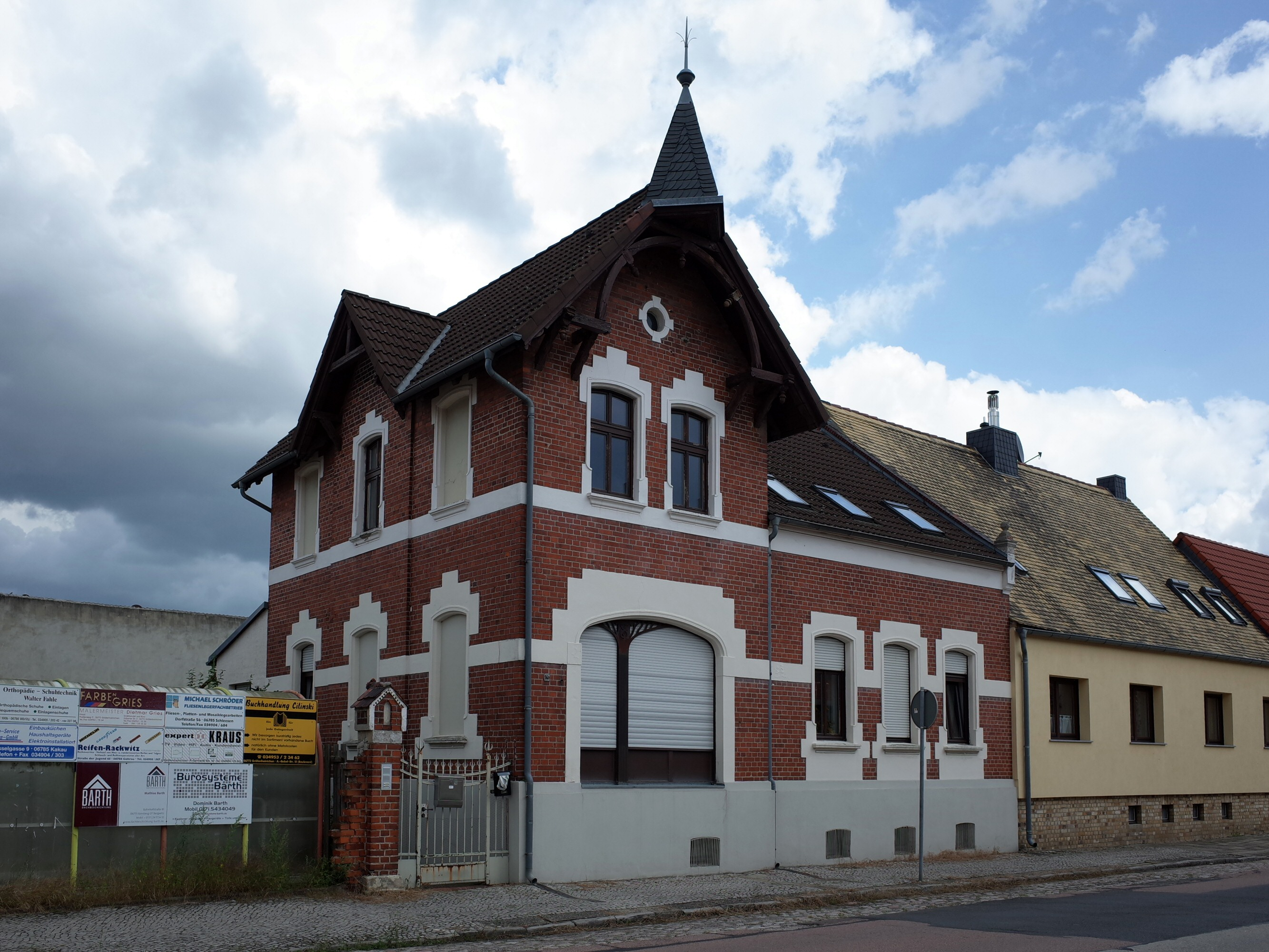
2017

Das Gebäude Brauerstraße 14a ist ein denkmalgeschütztes Wohn- und Geschäftshaus in Oranienbaum-Wörlitz in Sachsen-Anhalt.

## Lage
Das Haus befindet sich im Ortsteil Oranienbaum auf der Nordseite der Brauerstraße.

## Architektur und Geschichte
Das Gebäude wurde in der Zeit um 1905/1910 vom Maurermeister Richard Großmann errichtet. Die Gestaltung nimmt Elemente des Jugendstils auf. An der Westseite befindet sich ein zweigeschossiger Seitenflügel. Am Dach findet sich dort Sprengwerk und ein zierender Dachaufsatz. Zur Straße hin befindet sich in diesem Flügel ein gleichfalls im Jugendstil gestaltetes Ladengeschäft.
Im örtlichen Denkmalverzeichnis ist das Wohn- und Geschäftshaus unter der Erfassungsnummer 094 40196 als Baudenkmal eingetragen.